# Bambusa multiplex
Bambusa multiplex är en gräsart som först beskrevs av João de Loureiro, och fick sitt nu gällande namn av Ernst Adolf Raeuschel och Schult.. Bambusa multiplex ingår i släktet Bambusa och familjen gräs. Utöver nominatformen finns också underarten B. m. riviereorum.

## Bildgalleri

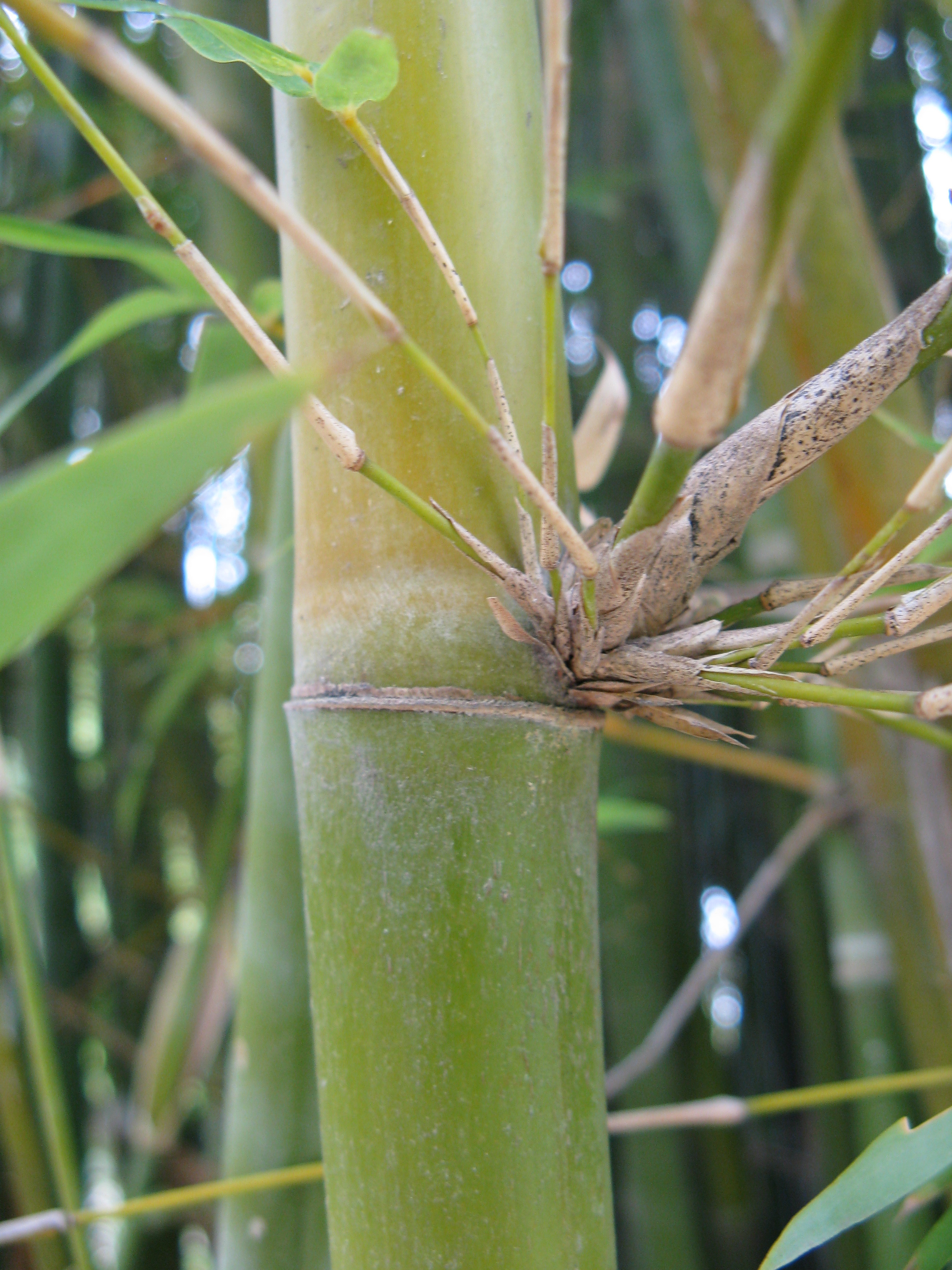
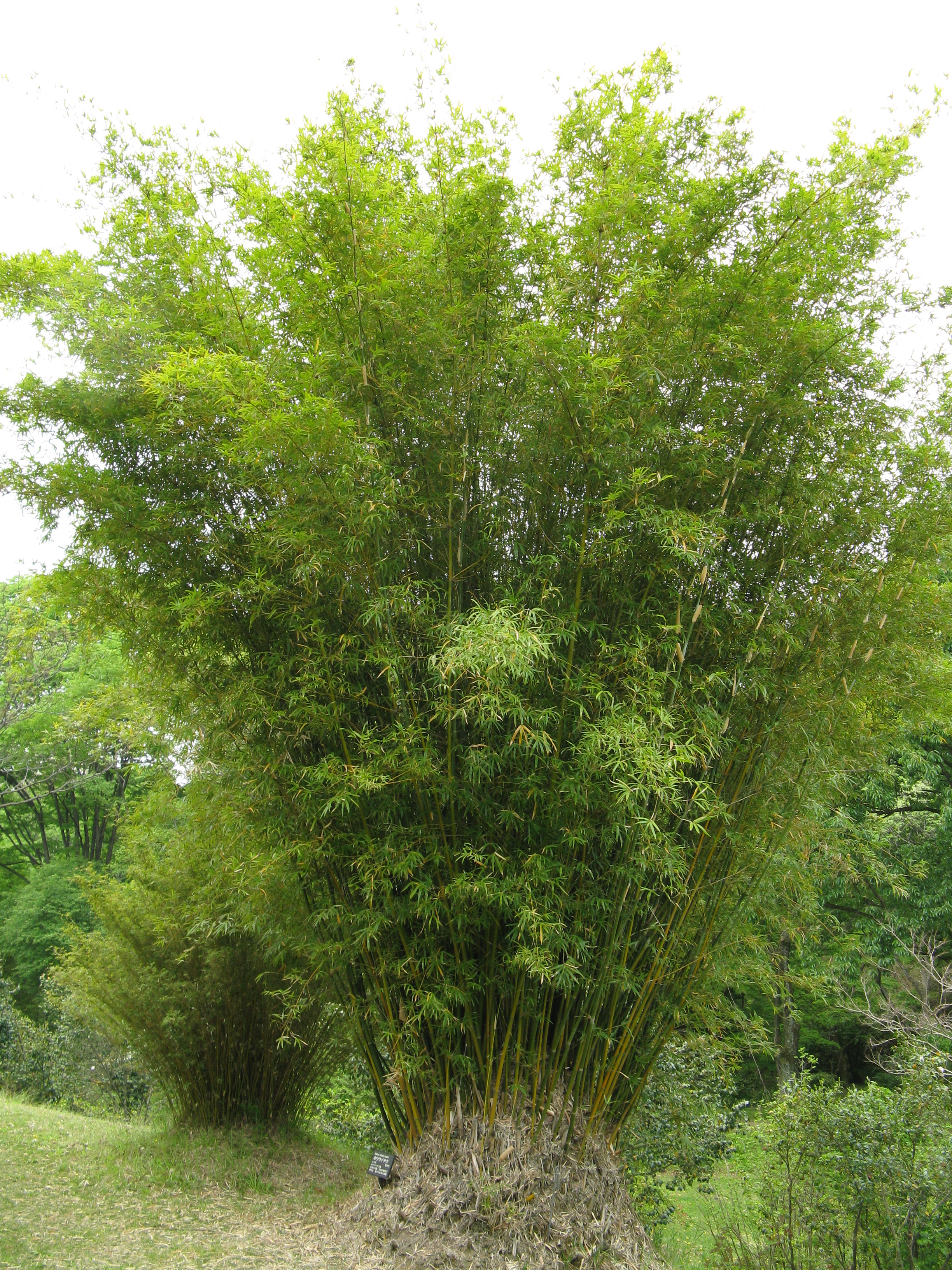
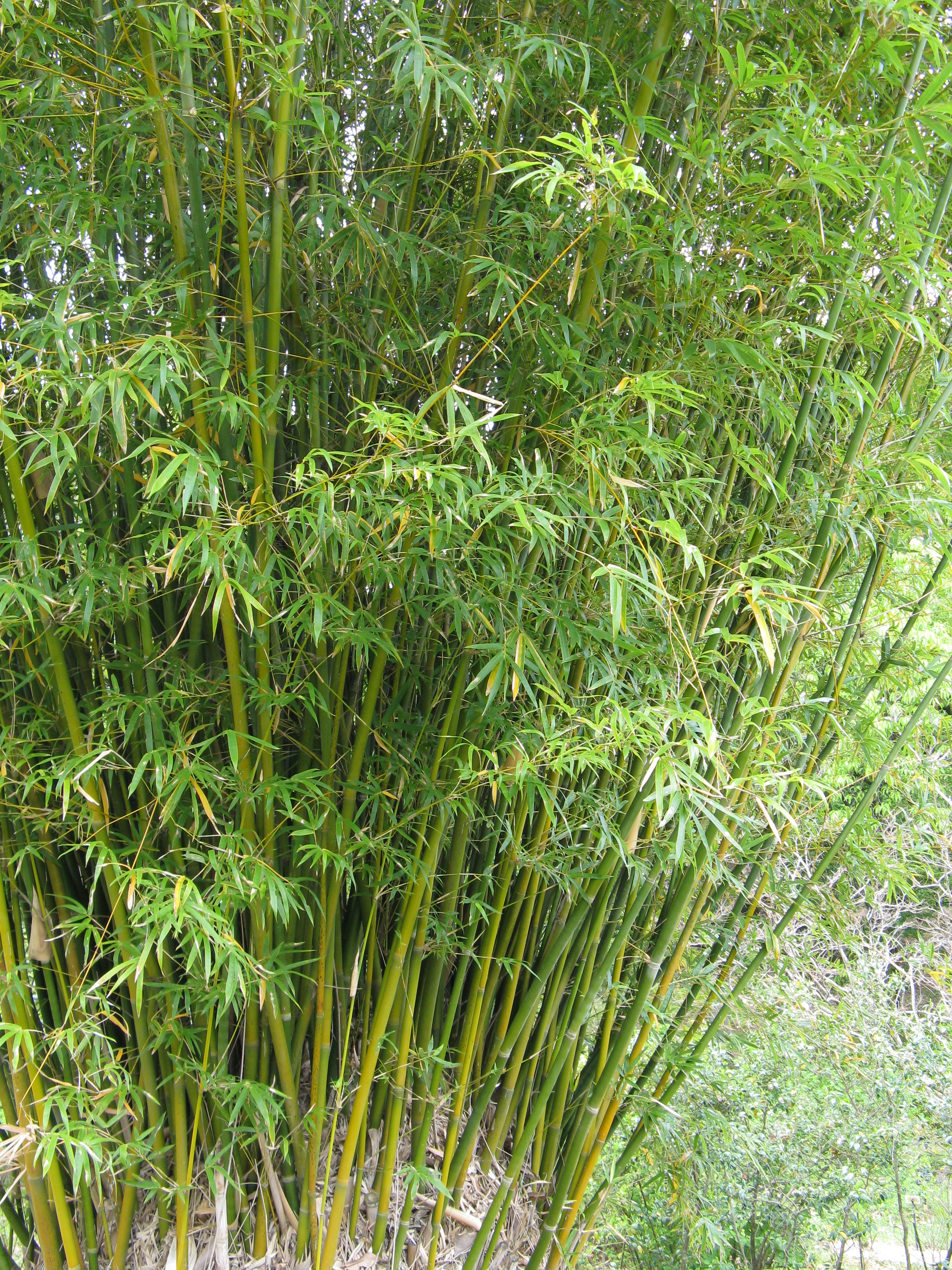
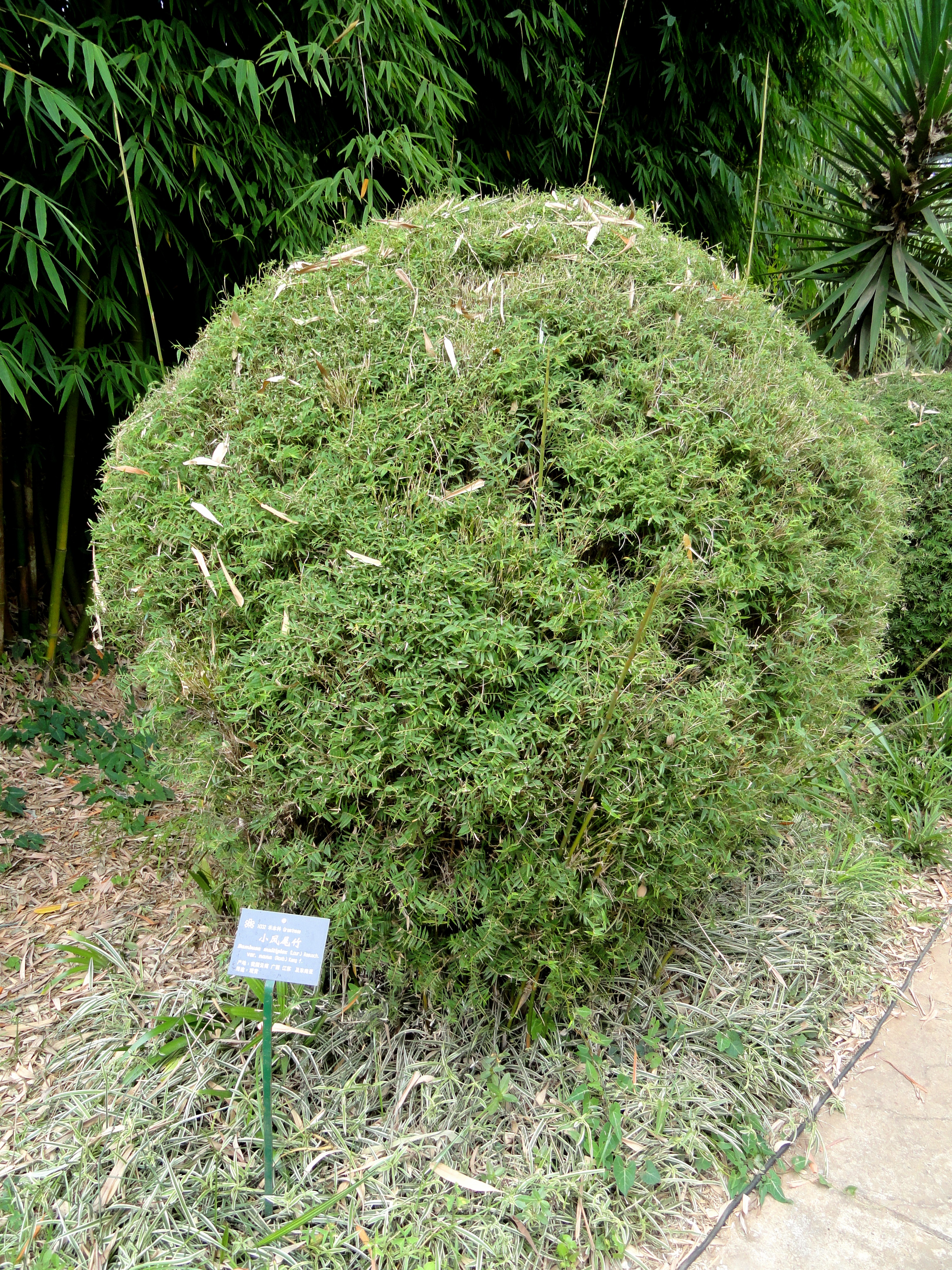
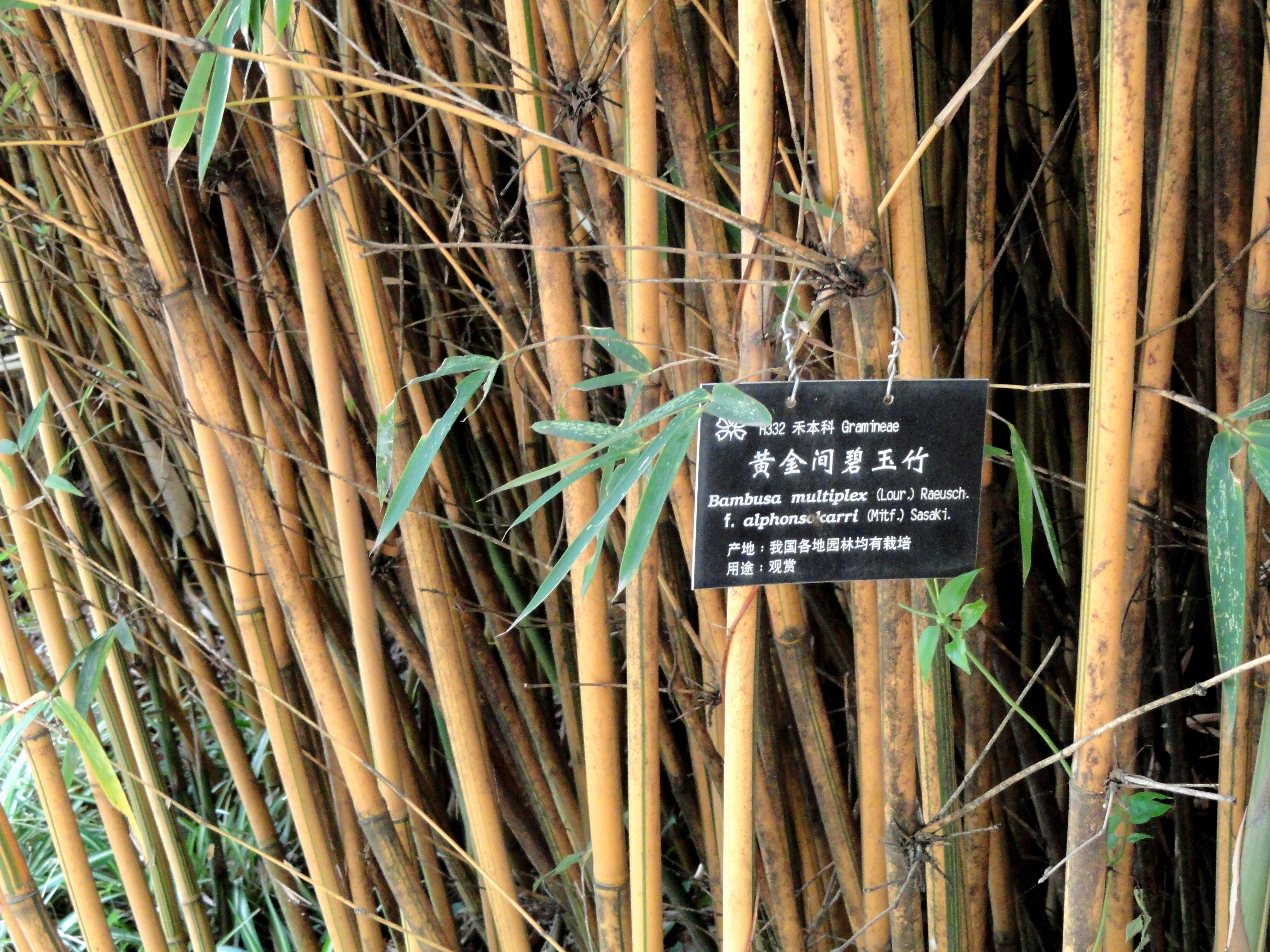
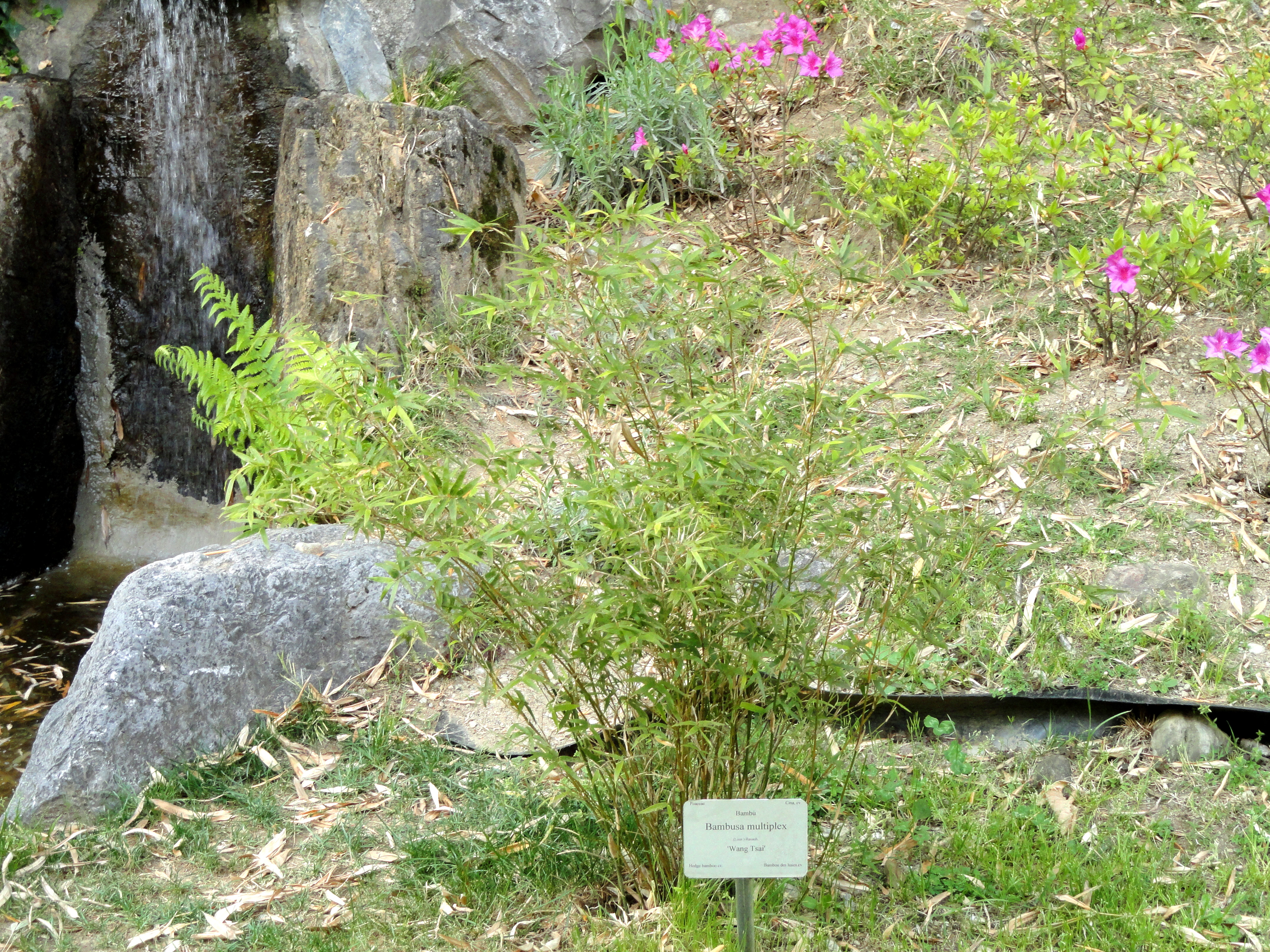